# Kepler-36
Kepler-36 es una estrella en la constelación de Cygnus con dos planetas. La estrella tiene un radio anormalmente grande. Lo que significa que la estrella es una subgigante.

## Sistema planetario
El 21 de junio de 2012, el descubrimiento de dos planetas que orbitan la estrella fue anunciado. Los planetas, una súper-Tierra y un "mini-Neptuno" son inusuales en que tengan órbitas muy cercanas, sus semi-ejes principales difieren en tan sólo 0.013 unidades astronómicas, lo que significa que su interacción hace que las variaciones extremas de tiempo de tránsito para ambos. Kepler-36b y c han estimado densidades de 6,8 y 0,86 g/cm³, respectivamente. Los dos planetas están cerca de una resonancia orbital 7:6.
| Planeta | Masa    | Semieje mayor (UA) | Periodo orbital (días) | Excentricidad | Inclinación | Radio    |
| ------- | ------- | ------------------ | ---------------------- | ------------- | ----------- | -------- |
| b       | 4.45 M⊕ | 0.1153             | 3.83989                | <0.04         | ?           | 1.486 R⊕ |
| c       | 8.08 M⊕ | 0.1283             | 16.23855               | <0.04         | ?           | 3.679 R⊕ |